# Allegro (entreprise)
Pour les articles homonymes, voir Allegro.
Allegro est une marque de cycles et de motocycles construite par le constructeur Allegro, Établissements des Cycles Allegro Arnold Grandjean S.A. Neuchâtel, société fondée en 1914 à Neuchâtel en Suisse par le coureur cycliste Arnold Grandjean. Pour les cycles, il s'inscrit dans une lignée de classiques du vélo suisse avec d'autres marques comme Condor, Cilo, Cosmos, Mondia, Tigra, Villiger.

## Histoire
En 1911, Arnold Grandjean ouvre un magasin de vélos, à Fleurier, dans le canton de Neuchâtel. En 1914, il fonde avec ses frères Ali, Jules, Ulysse et Tell et un autre partenaire, les Établissements des Cycles Allegro Arnold Grandjean S.A. à Neuchâtel. Allegro construit des vélos et des motos et est considéré comme le premier producteur de vélos de course en Suisse. Le nom Allegro vient des acclamations des fans de Grandjean qui disaient « Allez, Gros ». Il pilote ses propres motos en courses, assisté de son épouse. Son frère Tell Grandjean pilote également en compétition sur une moto Allegro, également avec son épouse. Jules Grandjean en 1923 a créé sa propre entreprise privée.
La société existe indépendamment jusqu'aux années 1980. Elle est vendue au fabricant de vélos Mondia,, elle-même disparue en 2013.
En 2014, la marque Allegro est achetée par COLAG AG, qui continue de commercialiser des vélos sous ce nom. Lors de l'année 2016, la gamme existante de modèles est complétée par des vélos électriques (Pedelec/E-Bikes).
|                              |
| Vélo Allegro des années 1970 |

|                      |
| Moto Allegro de 1926 |

|                              |
| La même en différente livrée |